# Hamdi Abd al-Wahhab
Hamdi Mustafa as-Sa’id Abd al-Wahhab (arab. حمدي مصطفى السعيد عبد الوهاب; ur. 22 stycznia 1993) – egipski zapaśnik walczący w obu stylach. Olimpijczyk z Rio de Janeiro 2016, gdzie zajął dziesiąte miejsce w kategorii 98 kg w stylu klasycznym.
Złoty medalista mistrzostw Afryki w 2015 i srebrny 2012. Piąty na igrzyskach śródziemnomorskich w 2013. Siódmy i dziesiąty na igrzyskach wojskowych w 2015. Trzeci na wojskowych MŚ w 2014. Wicemistrz igrzysk młodzieży w 2010. Dziewiąty i dwunasty na uniwersjadzie w 2013. Mistrz Afryki juniorów w 2011, 2012 i 2013 roku.